# Vilvan
Vilvan è un comune dell'Azerbaigian situato nel distretto di Lənkəran.